# Tom Murphy (baseball, 1991)
Thomas James Murphy (né le 3 avril 1991 à West Monroe, New York, États-Unis) est un receveur des Mariners de Seattle de la Ligue majeure de baseball.

## Carrière
Joueur des Bulls de l'université d'État de New York à Buffalo, Tom Murphy est repêché par les Rockies du Colorado au 3e tour de sélection en 2012. Il débute dès 2012 en ligues mineures avec un club affilié aux Rockies et gradue au niveau Triple-A en cours de saison 2015.
Il remporte une médaille d'argent avec les États-Unis aux Jeux panaméricains de 2015 à Toronto,.
Murphy fait ses débuts dans le baseball majeur le 12 septembre 2015 avec les Rockies du Colorado face aux Mariners de Seattle.